# Atlantic Coast Line 1504
L’Atlantic Coast Line 1504 est une locomotive à vapeur de type 4-6-2 « Pacific » construite en mars 1919 par l’American Locomotive Company (ALCO) à Richmond, en Virginie, pour le compte de la compagnie Atlantic Coast Line Railroad (ACL), en tant que membre de la classe P-5-A, selon les standards établis par l’United States Railroad Administration (USRA). La locomotive no 1504 est affectée à la traction des principaux trains de voyageurs sur la ligne principale de l’ACL durant les années 1920 jusqu’au début des années 1940, puis utilisée pour des trains de voyageurs secondaires ainsi que des convois de marchandises sur la ligne principale à la fin des années 1940, avant d’être retirée du service commercial à la fin de l’année 1952.

## Histoire

### Conception et capacités

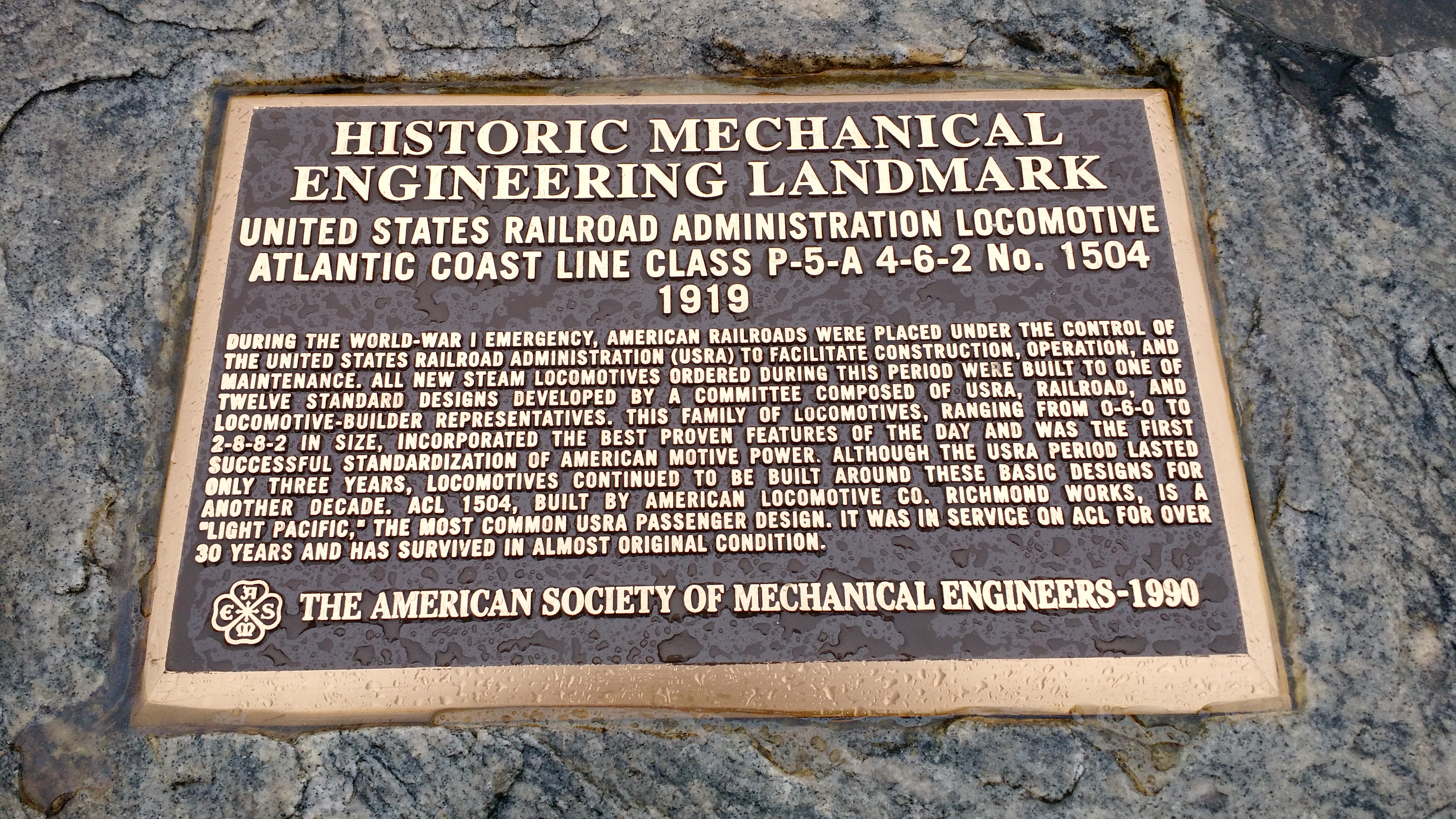
Plaque ASME du no 1504 en 2016

La locomotive no 1504 constitue le cinquième exemplaire d’une série de 70 locomotives Light Pacifics construites par l’American Locomotive Company (ALCO) entre 1919 et 1920 pour le compte de l’Atlantic Coast Line Railroad (ACL). Ces machines assurent alors le service principal de traction des trains de voyageurs sur les lignes principales de la compagnie,. Initialement classée P-5 et numérotée 497 au sein des premières séries (nos 493 à 502), la locomotive est reclassée P-5-A et reçoit le numéro 1504 en 1920. Dans le même temps, les locomotives nos 493 à 496 et 498 à 502 sont renumérotées respectivement 1500 à 1503 et 1505 à 1509,,.
Dotée de cylindres de 25× 28 po (635× 711 mm) et de roues motrices de 73 po (1 854 mm), la locomotive no 1504, comme les autres unités de la série P-5-A, développe une force de traction de 47 535 lbf (211,45 kN), ce qui lui permet de tracter entre 10 et 12 voitures voyageurs à une vitesse supérieure à 70 mph (113 km/h),. Son tender est équipé d’un pousse-charbon à vapeur facilitant le travail du chauffeur en acheminant le charbon vers le foyer,. Il peut contenir 16 tonnes (35 000 lb) de charbon et 10 000 gallons américains (38 000 l) d’eau. Alors que certaines locomotives de la série P-5-A reçoivent des améliorations telles qu’un réchauffeur d’eau Worthington, des roues motrices à disque ou encore un tender de plus grande capacité, la no 1504 reste l’une des rares à ne pas bénéficier de ces modifications,,.

### Service commercial

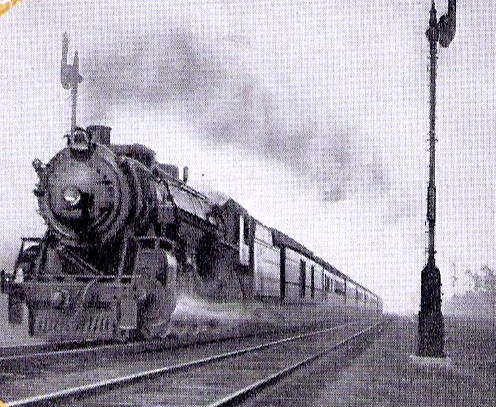
L'une des locomotives sœurs de la 1504 tirant la Palmetto Limited dans les années 1930.

La locomotive no 1504 ainsi que les autres unités de la série P-5-A assurent la traction des trains de voyageurs Coast Line Florida Mail, Vacationer (train) (en), Everglades, Havana Special, Miamian, Palmetto Limited, Vacationer et West Indian Limited, parcourant 645 miles (1 038 km) sur la ligne principale de l’Atlantic Coast Line (ACL) entre Richmond (Virginie) et Jacksonville (Floride),. Elles tirent également le Dixie Flyer entre Albany (Géorgie) et Jacksonville, ainsi que le Southland (en) entre Albany et Tampa (Floride),. À l’occasion, la locomotive no 1504 assure aussi des services de correspondance pour des trains de voyageurs entre Florence (Caroline du Sud) et Augusta (Géorgie),.
Aux premières heures du 24 décembre 1925, la locomotive no 1504 assure la traction du train West Indian Limited no 85, en direction du sud, . À l’approche de Moncks Corner, en Caroline du Sud, elle entre en collision frontale avec la locomotive sœur no 1538, engagée par erreur sur la mauvaise voie avec le train Havana Special no 76, en direction du nord . L’ingénieur et le chauffeur des deux locomotives trouvent la mort dans l’accident . L’enquête attribue la cause de la collision à une erreur dans la transmission des ordres de circulation . Bien que gravement endommagées, les deux locomotives sont réparées et remises en service actif,.
Au milieu des années 1930, les locomotives de la série P-5-A sont utilisées en double traction pour les trains de voyageurs de l’Atlantic Coast Line (ACL), dont la composition s’allonge et s’alourdit avec l’ajout de plus de 12 voitures en raison de l’augmentation du trafic vers la Floride et de la concurrence avec les compagnies Seaboard Air Line (SAL) et Southern (SOU) ,. Durant l’hiver 1939-1940, les P-5-A démontrent leur capacité à assurer la traction du Miamian entre Richmond et Jacksonville en 11 h 25 min, en empruntant tous les raccourcis, soit une vitesse moyenne de 56,5 mph (91 km/h),. À la même période, alors que l’ACL commence à adopter la traction diesel pour ses trains de voyageurs sur la ligne Richmond–Jacksonville, la locomotive no 1504 est affectée à des services secondaires en Floride, notamment le Tampa Special entre Jacksonville et Tampa, via Sanford, Orlando et Lakeland,. Elle assure également la traction de deux trains express entre Montgomery et Jacksonville : le Florida Arrow et le South Wind, circulant via Thomasville et Waycross, en Géorgie,.
Quelque temps après 1940, le tender de la locomotive est repeint : les lettres d’origine « ATLANTIC COAST LINE » en style romain laissent place au nouvel emblème circulaire de l’ACL, accompagné d’une bande blanche. En 1946, la locomotive no 1504 assure la traction des trains de voyageurs Gulf Coast Limited entre Jacksonville et St. Petersburg, en Floride, en passant par Burnett’s Lake, Gainesville, Ocala, Leesburg et Trilby ,. Dans les dernières années de leur service, la no 1504 et les autres locomotives de la série P-5-A tractent des convois de 50 à 60 wagons de marchandises sur la ligne principale, à la vitesse maximale autorisée ,. La locomotive no 1504 est officiellement retirée du service le 31 décembre 1952, figurant parmi les dernières P-5-A radiées du parc actif de l’ACL.

### Conservation et exposition

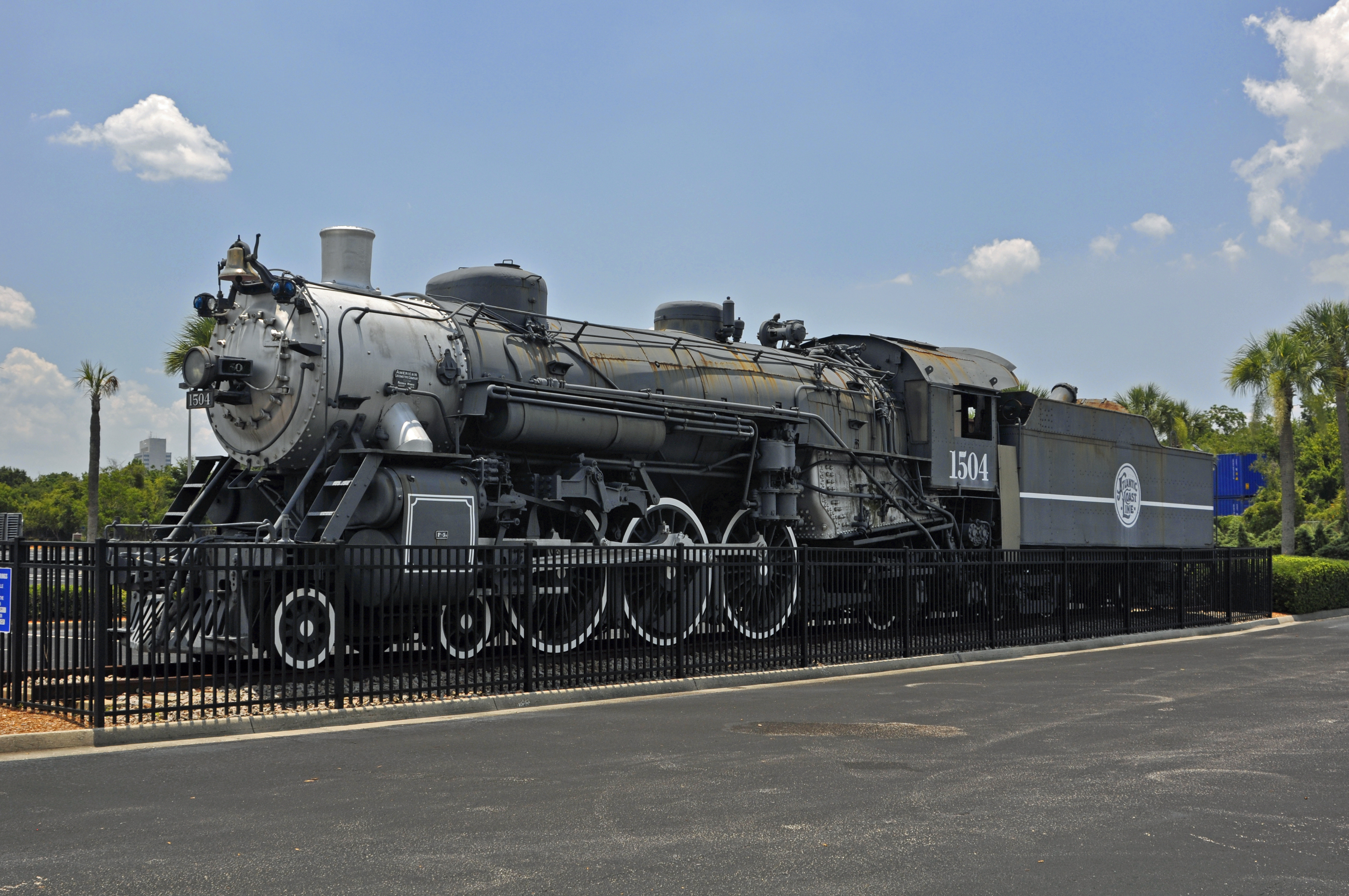
No. 1504 en exposition statique avec une peinture noire délavée en 2009 avant sa restauration cosmétique en 2015.

En 1953, le président de l’Atlantic Coast Line, Champion Davis, ainsi que le responsable du département mécanique, John W. Hawthorne, décident de préserver la locomotive no 1504, celle-ci étant restée en bon état mécanique. Elle est transférée aux ateliers d’Uceta, à Tampa (Floride), où elle est repeinte et installée en exposition à proximité des installations. La no 1504 devient ainsi la seule locomotive à vapeur USRA Light Pacific conservée dans son état d’origine tel que construit, à l’exception de son phare, de ses bogies de tender et de ses roues de pilotage,. En 1956, le tender reçoit une nouvelle livrée arborant le nouvel emblème circulaire de l’ACL, entouré des six États desservis par la compagnie, emblème couramment utilisé sur les locomotives diesel de l’époque. En mai 1960, la locomotive est retirée de son emplacement aux ateliers d’Uceta et déplacée à Jacksonville pour être exposée à proximité du nouveau siège de l’ACL. Vers le milieu des années 1960, le tender retrouve sa décoration d’origine, avec l’inscription en lettres romaines utilisée avant les années 1940.
À la fin du mois de septembre 1986, la compagnie CSX, successeur de l’Atlantic Coast Line, fait don de la locomotive no 1504 au conseil municipal de Jacksonville, qui la déplace vers un nouvel emplacement d’exposition situé sur le parking du centre de conventions Prime F. Osborn III, installé dans l’ancienne gare Union Terminal de Jacksonville, . En 1989, la section de Floride du Nord de la National Railway Historical Society repeint la locomotive dans sa livrée des années 1940, en y apposant l’emblème historique de l’ACL correspondant à l’époque de la vapeur,. Par ailleurs, le calorifugeage en amiante de la chaudière est retiré et remplacé par un nouveau revêtement, pour un coût de 75 000 dollars,. Le 23 octobre 1990, la no 1504 est désignée monument historique de l’ingénierie mécanique par l’American Society of Mechanical Engineers (ASME), qui lui décerne une plaque commémorative. Elle bénéficie d’une nouvelle restauration en 1998, pour un montant de 10 000 dollars.
En juillet 2013, la section de Floride du Nord de la National Railway Historical Society lance le groupe Project Return to Glory afin de financer la restauration esthétique de la locomotive no 1504, dont la peinture s’était fortement dégradée en raison de son exposition aux intempéries,. Lors de son inspection, la locomotive est jugée en état moyen, tandis que son tender est considéré en très mauvais état,. Fin octobre 2013, la section reçoit un financement de 10 000 dollars de la part du magazine Trains, auquel s’ajoute une contribution équivalente de la part de la société CSX, portant le total à 20 000 dollars,. Les travaux de restauration esthétique prévoient notamment la pose de nouvelles fenêtres et portes pour la cabine, ainsi que la rénovation du phare avant. En juillet 2015, les bénévoles du groupe Project Return to Glory achèvent la restauration esthétique de la locomotive, qui reçoit une nouvelle couche de peinture. Malgré cette remise en état réussie, la no 1504 ne dispose toujours pas d’un abri pour la protéger des éléments. Le 23 janvier 2018, elle est inscrite au Registre national des lieux historiques (National Register of Historic Places) .

### Remise en service

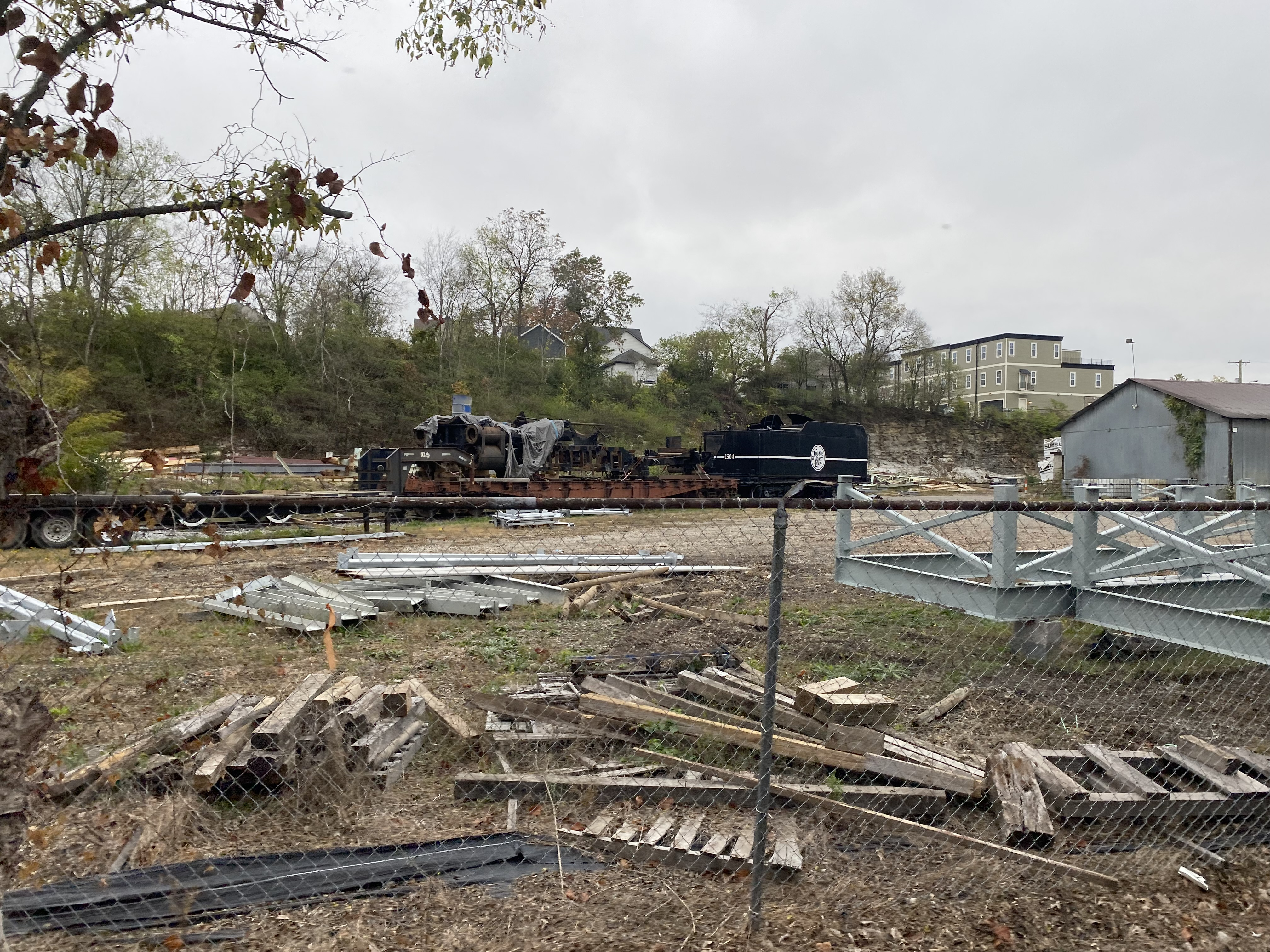
Le châssis et le tender du No. 1504 entreposés à l'extérieur du bâtiment de FMW Solutions à Chattanooga, Tennessee, le 3 novembre 2024.

En juin 2021, le conseil municipal de Jacksonville fait don de la locomotive no 1504 à la section de Floride du Nord de la National Railway Historical Society, qui la revend ensuite pour 50 000 dollars à la société U.S. Sugar Corporation (USSC). Celle-ci prévoit de l’utiliser pour des trains touristiques sur le réseau à courte distance du South Central Florida Express (SCFE), à Clewiston, en Floride, dans le cadre du programme touristique Sugar Express,. Fin août 2021, la locomotive est démontée de son exposition statique et transférée dans l’ancien bâtiment de la Lucey Boiler Company à Chattanooga, dans le Tennessee, lieu où la Southern Railway 4501 avait été restaurée au milieu des années 1960,. La locomotive no 1504 fait actuellement l’objet d’une restauration et reconstruction approfondies, réalisées par l’entreprise FMW Solutions,.
Au cours des travaux de restauration, la caisse du tender de la locomotive, fortement détériorée, est remplacée par une nouvelle structure conforme aux spécifications d’origine, tout en étant modifiée pour fonctionner avec du biocarburant issu d’huiles de cuisson recyclées, en remplacement du charbon. Les roues motrices de la no 1504 sont envoyées au Tennessee Valley Railroad Museum, également situé à Chattanooga, pour y être réparées. Une fois remise en état de marche, la locomotive no 1504 doit être exploitée aux côtés d’une autre locomotive à vapeur de type 4-6-2, l’ancienne no 148 de la Florida East Coast Railway,.